# Jinyuan (socken i Kina, Sichuan)
Jinyuan (kinesiska: 金元乡, 金元) är en socken i Kina. Den ligger i provinsen Sichuan, i den sydvästra delen av landet, omkring 120 kilometer öster om provinshuvudstaden Chengdu. Antalet invånare är 28 817. Befolkningen består av 13 974 kvinnor och 14 843 män. Barn under 15 år utgör 14,0 %, vuxna 15-64 år 73 %, och äldre över 65 år 11,0 %.
Genomsnittlig årsnederbörd är 1 384 millimeter. Den regnigaste månaden är juli, med i genomsnitt 305 mm nederbörd, och den torraste är december, med 9 mm nederbörd.